# Kaisersesch
Kaisersesch ist eine Stadt im Landkreis Cochem-Zell in Rheinland-Pfalz. Sie ist Verwaltungssitz der Verbandsgemeinde Kaisersesch, der sie auch angehört. Kaisersesch ist gemäß Landesplanung als Grundzentrum ausgewiesen.

## Lage
Die Stadt Kaisersesch liegt am Rande der Eifel, zwischen Ost- und Vulkaneifel, etwa zwölf Kilometer nördlich der Mosel.

## Geschichte
Neben vorrömischen Hügelgräbern im südwestlich der Stadt gelegenen Waldgebiet Langheck und einem römischen Brandgräberfeld im Bereich der heutigen Bahnhofstraße lässt auch die heute noch sichtbare Trasse der römischen Straße zwischen Andernach und Trier, der so genannte „Römerwall“ in der Langheck, auf frühere Siedlungstätigkeiten schließen.
Zwischen 1051 und 1056 wurde der Ort Esch erstmals in Schenkungsurkunden erwähnt, die allerdings als unsicher bzw. verfälscht gelten. Esch war seit 1294 als Gerichtsort Teil von Kurtrier und später Sitz des Amtes Kaisersesch. Im Pfälzischen Erbfolgekrieg wurde die Stadt 1689 von den Franzosen fast vollständig zerstört. Ab 1794 stand Kaisersesch unter französischer Herrschaft, 1815 wurde der Ort auf dem Wiener Kongress dem Königreich Preußen zugeordnet. Seit 1946 ist er Teil des damals neu gebildeten Landes Rheinland-Pfalz.
1982 war zwischen Hambuch und Illerich im Pommerbachtal eine Wiederaufbereitungsanlage (WAA) geplant. Nach neun Monaten zog die Deutsche Gesellschaft für Wiederaufarbeitung von Kernbrennstoffen (DWK) alle Pläne zurück. Statt bei Kaisersesch sollte nun die Wiederaufarbeitungsanlage in Wackersdorf (Bayern) gebaut werden.
Im Jahr 1987 beabsichtigte das Land Rheinland-Pfalz, im Kaisersescher Industriegebiet eine Verbrennungsanlage für Sondermüll zu errichten. Auch hier musste der Plan letztlich wegen des erheblichen Widerstandes aus der Bevölkerung aufgegeben werden.
Mitte der 1970er Jahre entstand eine zeitweise bis zu 350 Arbeitsplätze bietende Spanplattenfabrik im heutigen Industriegebiet östlich von Kaisersesch. Das ehemalige Werk Rhenodur, dann Rhenowest und zuletzt Glunz AG (durch deren Übernahme ab 1998 zur Sonae Arauco Deutschland GmbH gehörend) wurde Ende des Jahres 2009 mit seinerzeit noch 320 Mitarbeitern geschlossen.
Eine Station der Autobahnpolizei wurde 2012 geschlossen und der ehemals 48 Hektar Fläche einnehmende, seit Mitte der 1960er Jahre betriebene Standortübungsplatz der Bundeswehr (StOübPl Kaisersesch) wurde im März 2013 aufgegeben.
Bis zum allgemeinen Wegfall dieses Prädikats 2016/2020 galt Kaisersesch als staatlich anerkannter Fremdenverkehrsort.

### Stadtrechte
Das vom Trierer Erzbischof Balduin von Luxemburg befestigte Dorf Esch erhielt 1321 von König Ludwig IV. dem Bayern (Römisch-deutscher Kaiser ab 1328) Marktrecht und sonstige Freiheiten nach dem Frankfurter Stadtrecht. Diese Stadtrechte gingen nach den Koalitionskriegen und der französischen Herrschaft verloren – gleichwohl verblieb der bald nach der Stadtrechtsverleihung (1339: Keysers-Esch) geführte Namensbestandteil Kaisers- im Ortsnamen. Am 22. November 1997 erhielt Kaisersesch die Stadtrechte zurück.

### Jüdische Gemeinde

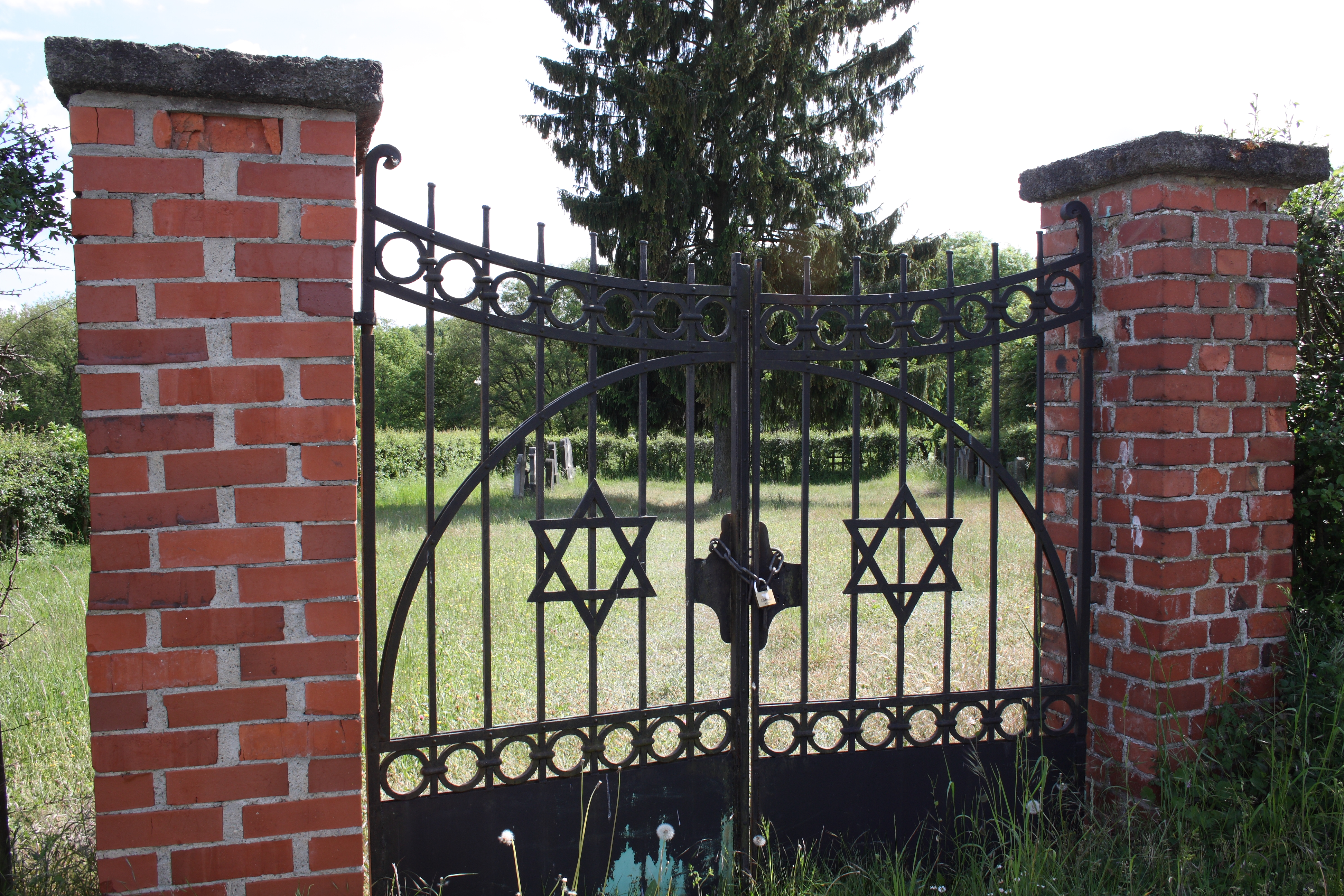
Kaisersesch Jüdischer Friedhof

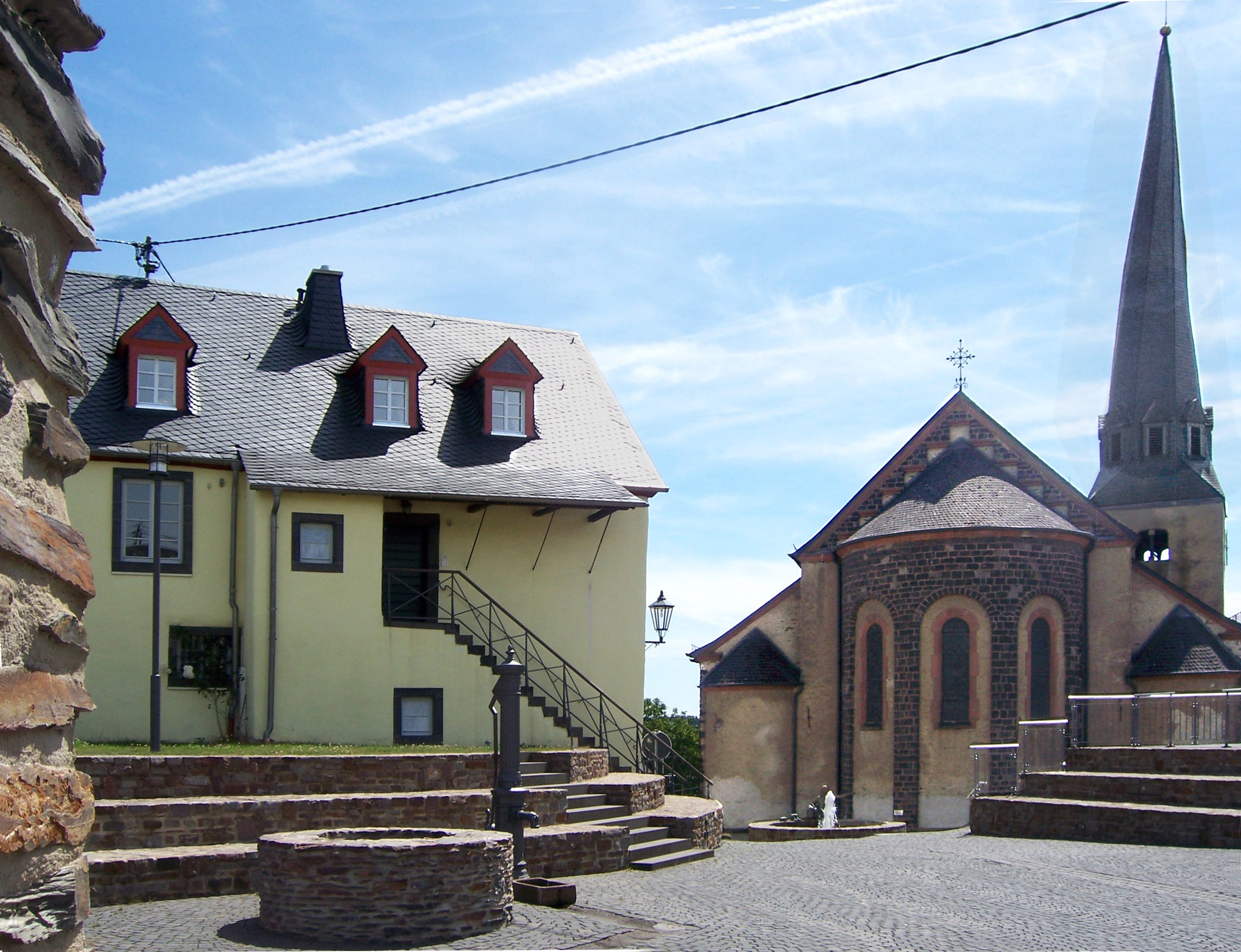
Historischer Ortskern, Kirche

Vermutlich seit der Mitte des 19. Jahrhunderts ließen sich Juden in Kaisersesch nieder. Zur Synagogengemeinde gehörten in den 1930er Jahren auch Düngenheim, Hambuch, Illerich und Müllenbach. Die Größe der jüdischen Gemeinde belief sich 1885 auf 31, 1925 auf 29, 1932 auf 50 und im Jahr 1939 noch auf 27 Mitglieder. Wann die örtliche Synagoge bezogen wurde, ist unbekannt. 1938 wurde das Gebetshaus an der Ecke Koblenzer Straße und Balduinstraße verwüstet, später wurde es als Wohnhaus umgebaut. Der jüdische Friedhof „auf der Klopp“ wurde von 1920 bis 1942 belegt und ist heute noch erhalten.

### Einwohnerentwicklung
| Kaisersesch: Einwohnerzahlen von 2012 bis 2024 | Kaisersesch: Einwohnerzahlen von 2012 bis 2024 | Kaisersesch: Einwohnerzahlen von 2012 bis 2024 | Kaisersesch: Einwohnerzahlen von 2012 bis 2024 | Kaisersesch: Einwohnerzahlen von 2012 bis 2024 |
| ---------------------------------------------- | ---------------------------------------------- | ---------------------------------------------- | ---------------------------------------------- | ---------------------------------------------- |
| Jahr                                           |                                                |                                                |                                                | Einwohner                                      |
| 2012                                           | 2012                                           |                                                | 3.052                                          | 3.052                                          |
| 2015                                           | 2015                                           |                                                | 3.146                                          | 3.146                                          |
| 2020                                           | 2020                                           |                                                | 3.172                                          | 3.172                                          |
| 2024                                           | 2024                                           |                                                | 3.256                                          | 3.256                                          |
| Quelle(n): statistik.rlp.de                    |                                                |                                                |                                                |                                                |

## Politik

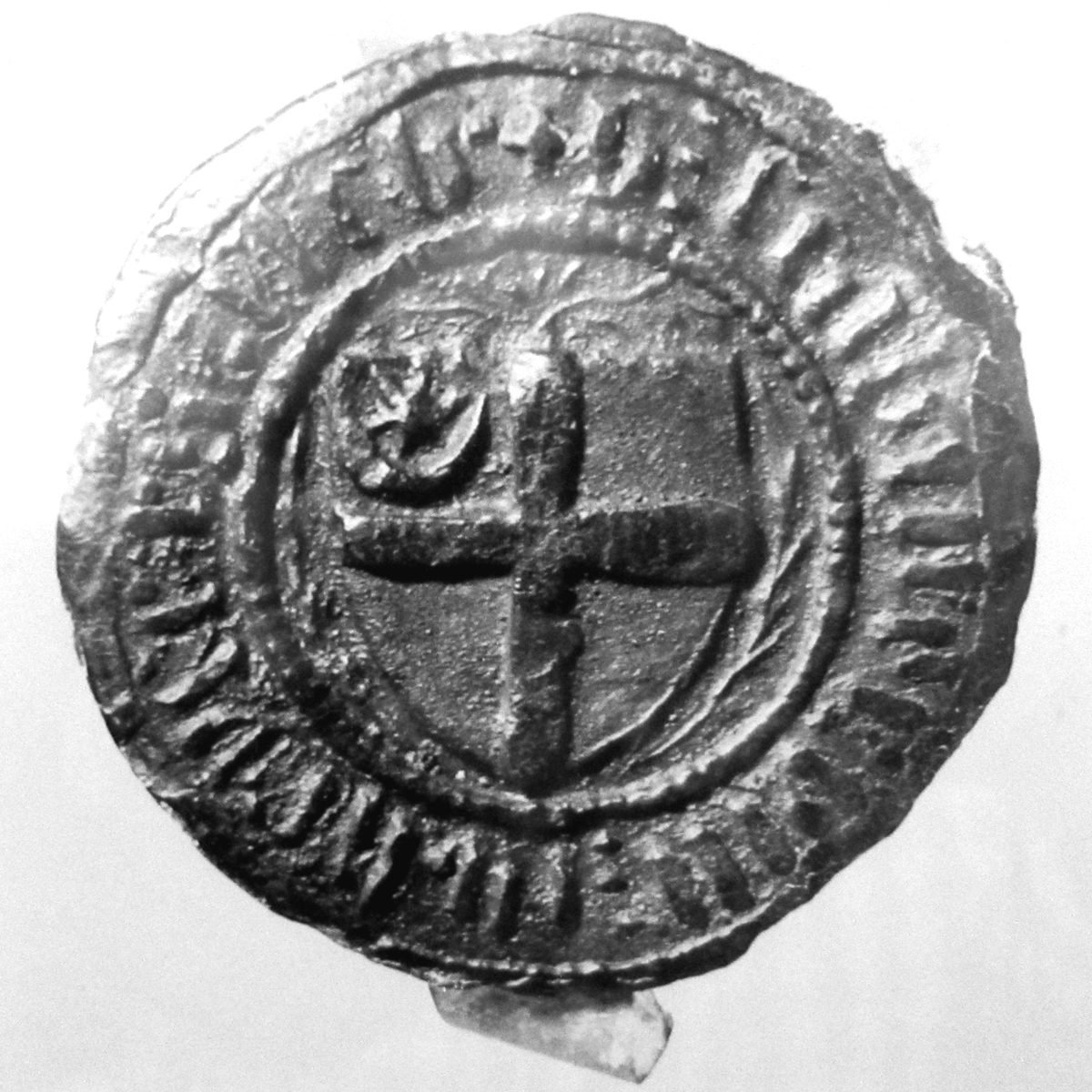
Gerichtssiegel des Schöffengerichts Kaisersesch

### Stadtrat
Der Stadtrat in Kaisersesch besteht aus 20 Ratsmitgliedern, die bei der Kommunalwahl am 9. Juni 2024 in einer personalisierten Verhältniswahl gewählt wurden, sowie dem ehrenamtlichen Stadtbürgermeister als Vorsitzendem.
Die Sitzverteilung im Stadtrat:
| Wahl | SPD | CDU | UBL | FWG | Gesamt   |
| ---- | --- | --- | --- | --- | -------- |
| 2024 | 4   | 8   | 8   | –   | 20 Sitze |
| 2019 | 4   | 10  | 6   | –   | 20 Sitze |
| 2014 | 4   | 12  | 4   | –   | 20 Sitze |
| 2009 | 3   | 11  | 5   | 1   | 20 Sitze |
| 2004 | 3   | 12  | 4   | 1   | 20 Sitze |

- UBL = Unabhängige-Bürger-Liste für Kaisersesch und die VG Kaisersesch e. V.

### Bürgermeister
Gerhard Weber (CDU) wurde am 27. November 2012 Stadtbürgermeister von Kaisersesch. Bei der Direktwahl am 26. Mai 2019 wurde er mit einem Stimmenanteil von 77,98 % für weitere fünf Jahre in seinem Amt bestätigt. Bei der Direktwahl am 9. Juni 2024 konnte er sich bei einer Wahlbeteiligung von 56,4 % mit 67,2 % der Stimmen gegen den Einzelbewerber Achim Steffes durchsetzen.

### Frühere Bürgermeister
(ab 1974 Ortsbürgermeister, ab 1997 ehrenamtlicher Stadtbürgermeister)
- 1974–1984: Walter Laux
- 1984–1994: Erich Mieden
- 1994–2009: Werner Lutz
- 2009–2012: Josef Wältermann

### Stadtwappen
| Wappen von Kaisersesch | Blasonierung: „In silber ein durchgehendes rotes Kreuz, im ersten Winkel ein sechsstrahliger schwarzer Stern über liegendem schwarzen Halbmond.“ |
| Wappen von Kaisersesch | Wappenbegründung: Das 1954 der damaligen Gemeinde Kaisersesch vom rheinland-pfälzischen Innenministerium verliehene Wappen geht auf ein altes Schöffensiegel des kurtrierischen Amtsortes Kaisersesch von 1502 zurück. Das Kreuz nimmt auf die kurtrierische Landesherrschaft Bezug und die in rheinischen Siegeln nicht selten vertretenen Symbole Stern und Halbmond verweisen wohl auf einen Gerichtsort, vielleicht aber auch auf ein Marienpatronat. |

## Sehenswürdigkeiten
- Römischer Straßendamm in der Langheck (so genannter „Römerwall“), im Verlauf teilweise identisch mit einer mittelalterlichen Landwehr.[20]
- Der alte Postkutschenweg[21] über Landkern nach Cochem ist im Gelände (südlich der A 48, ostwärts der L 98) gut erkennbar und kann bewandert werden.
- Katholische Pfarrkirche St. Pankratius von 1898 bis 1900 (Architekt Lambert von Fisenne) mit dem Wahrzeichen der Stadt, dem schiefen Kirchturm aus dem 14. Jahrhundert.[22]
- „Altes Gefängnis“ im historischen Ortskern, ehemaliges kurtrierisches Amtshaus (Burgmannenhaus) mit mittelalterlichem Kern, heute Heimatmuseum.[22]
- Der im Jahr 2000 errichtete Depeschenreiterbrunnen auf dem Alten Postplatz erinnert an die Zeit der Postillione, Postkutschen, Depeschenreiter und an die Thurn-und-Taxis’sche Poststation von 1725 in Kaisersesch. Er ist ein Werk des Steinmetzbetriebs Johannes Schmitz aus Zettingen nach einem Entwurf von Franz Moog (1926–2012), Mayen. Oben auf dem Brunnenstock steht die von Moog entworfene Bronzeskulptur eines Reiters mit vergoldetem Posthorn. Moogs Tonmodell wurde von dem Bonner Bildhauer und Kunstgießer Friedemann Sander abgeformt und in seinem Betrieb in Bonn gegossen. Über der Brunnenschale sind rundum Wappen als Zeichen der Geschichte der Stadt angebracht, unter anderem eine Königskrone, die an Königin Rizecha erinnert, die 1051–1056 erstmals den Ort Esch in einer Schenkungsurkunde erwähnte, das 1554 erstmals erwähnte Gerichtswappen und das Stadtwappen.
- An der Station des Jakobswegs hinter der Kirche steht der 2009 eingeweihte Pilgerbrunnen mit einer Bronzeskulptur. Die Figur stellt einen Pilger dar, der Rast macht, die Schuhe abgelegt hat und im Brunnenwasser die Füße kühlt. Sie ist ein Werk des in Köln lebenden Bildhauers Hans-Günther Obermaier (* 1943) aus dem Jahr 2008.

Siehe auch: Liste der Kulturdenkmäler in Kaisersesch

### Bilder

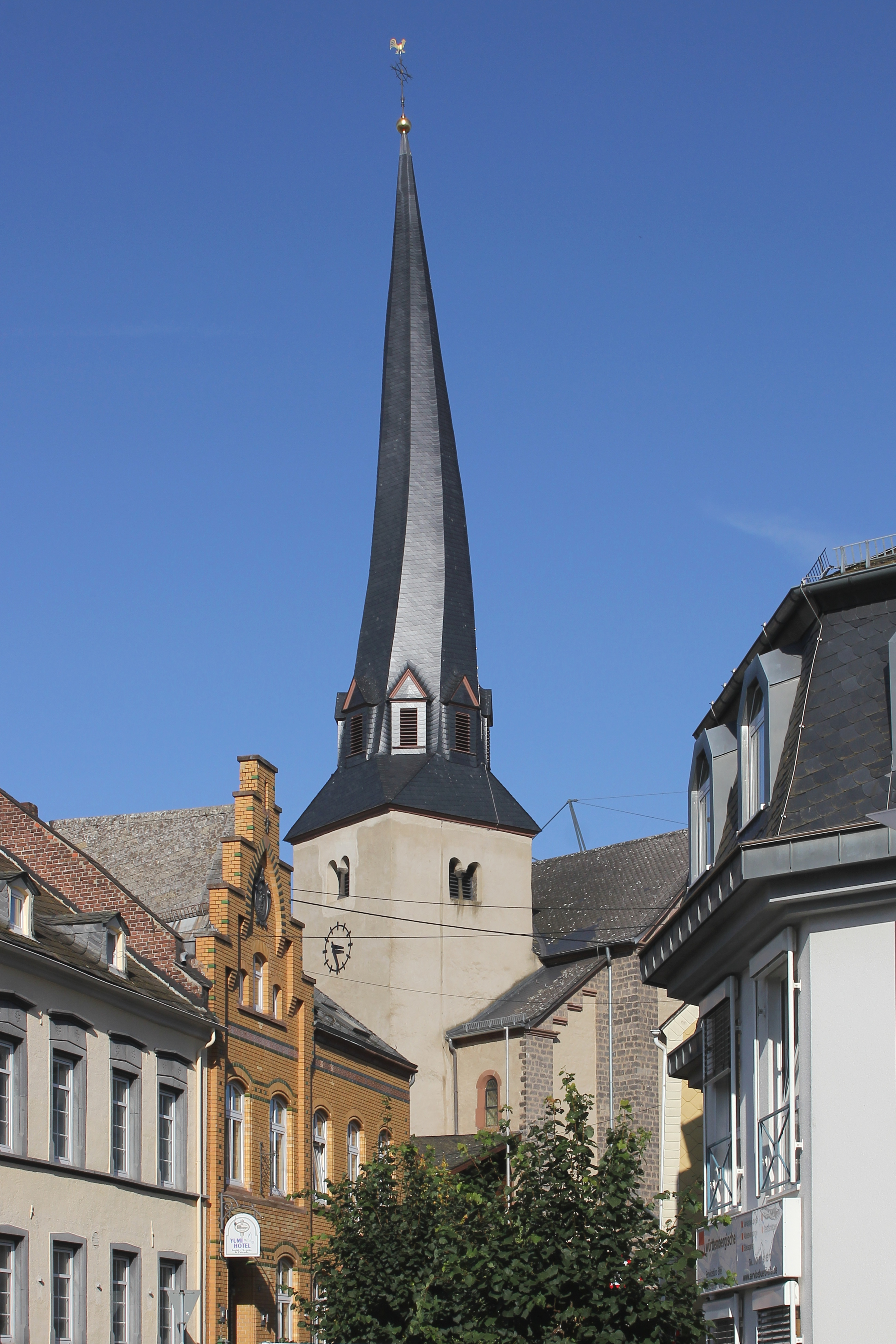
Turm von St. Pankratius
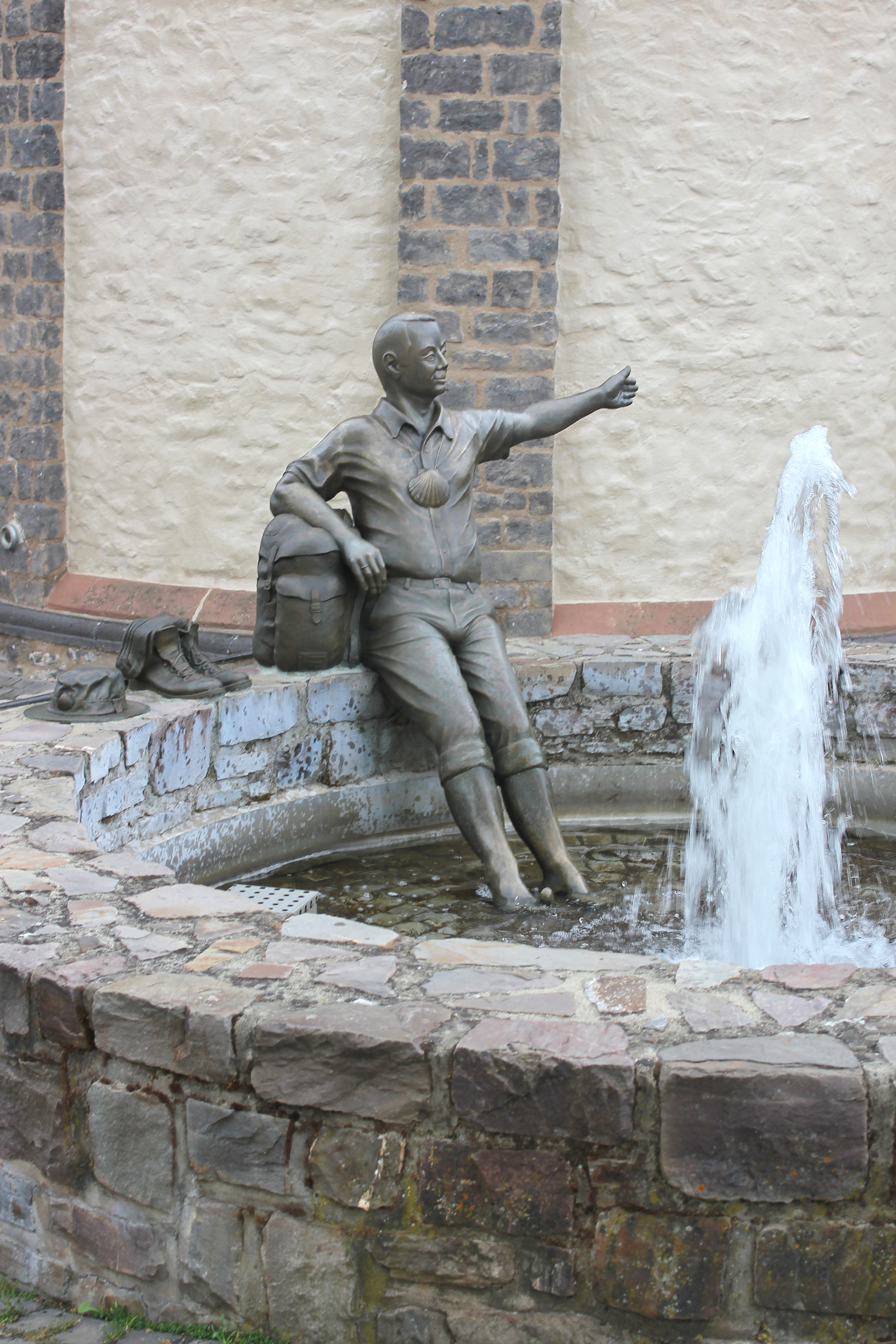
Pilgerbrunnen an der Kirche, Station des Jakobswegs
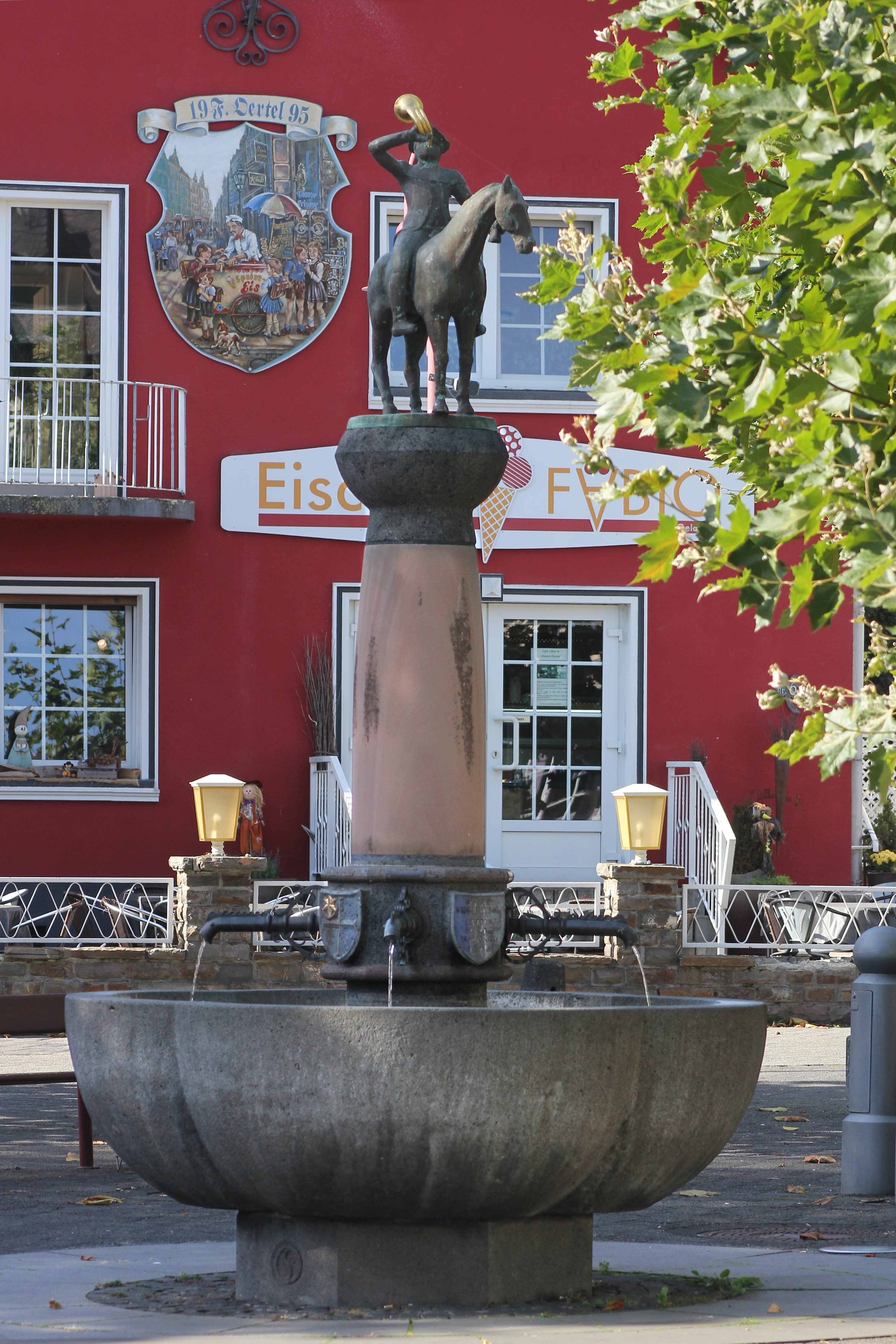
Depeschenreiterbrunnen
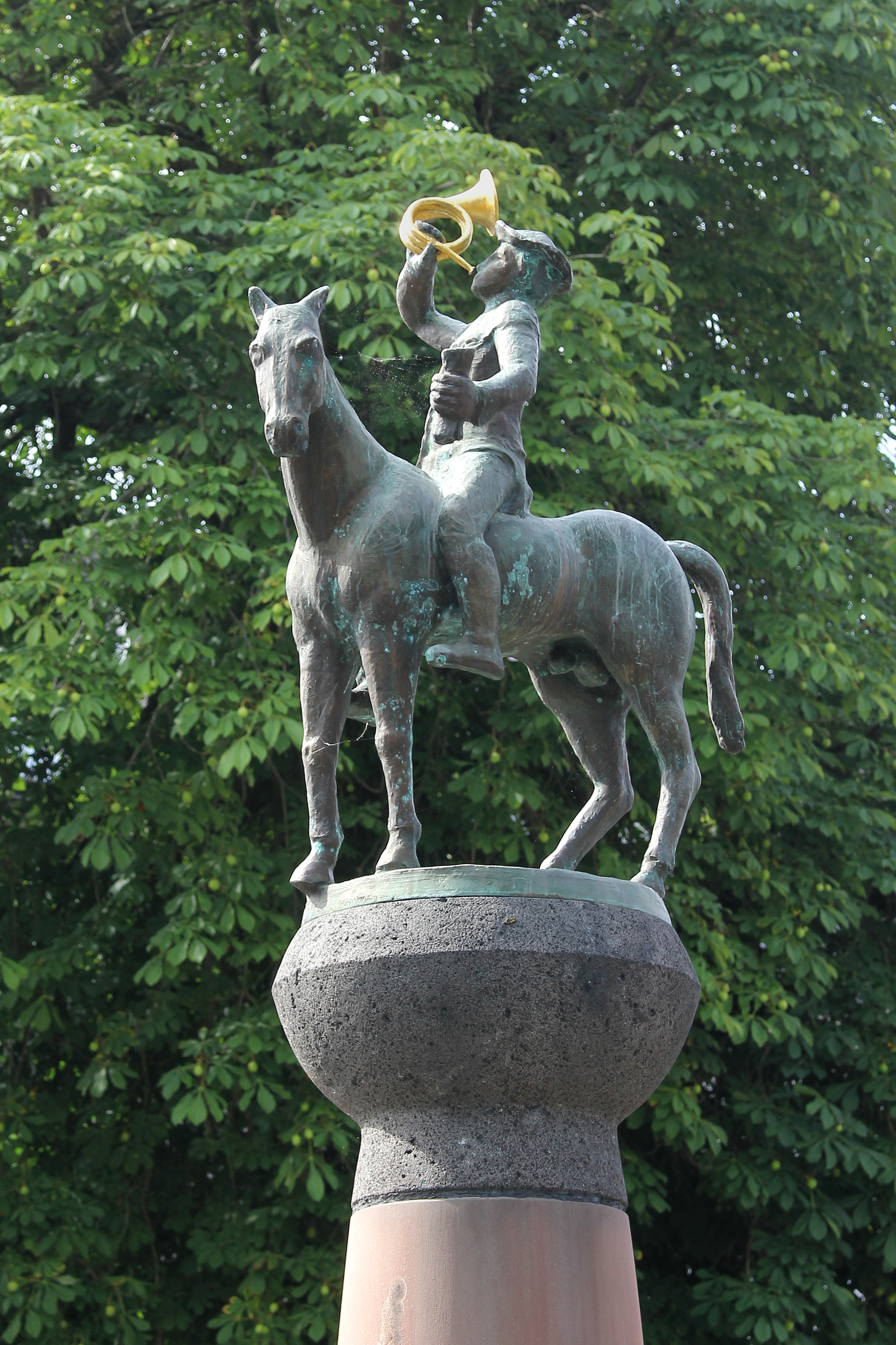
Postillon auf der Brunnensäule
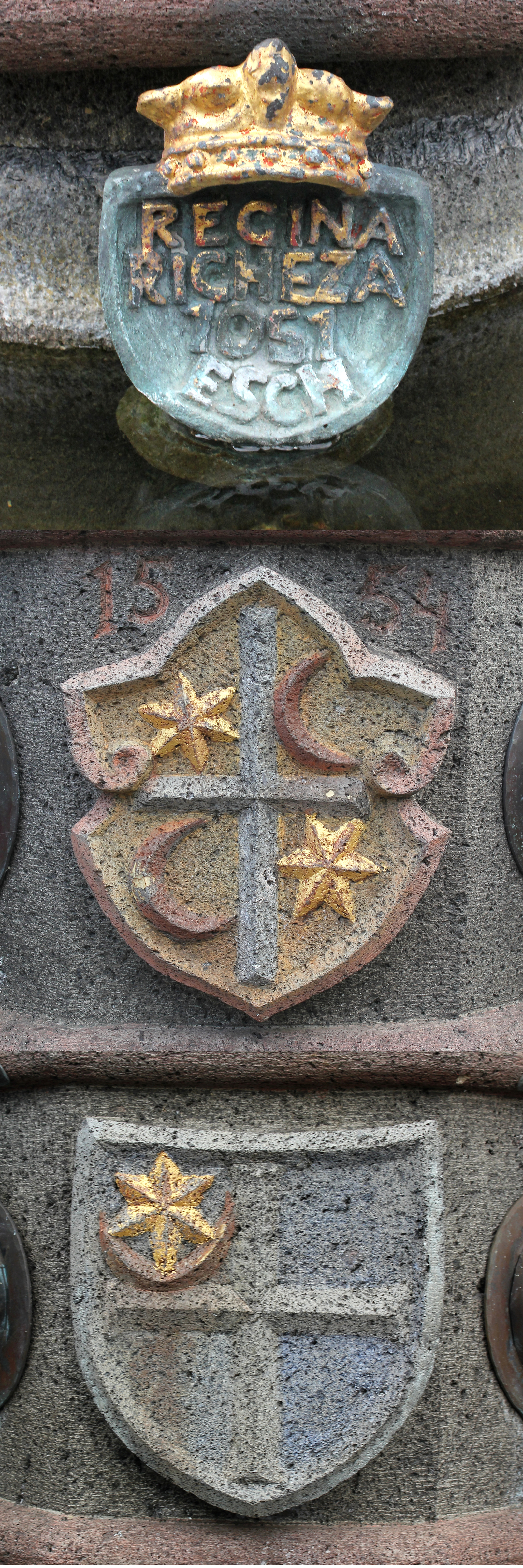
Wappen am Brunnen
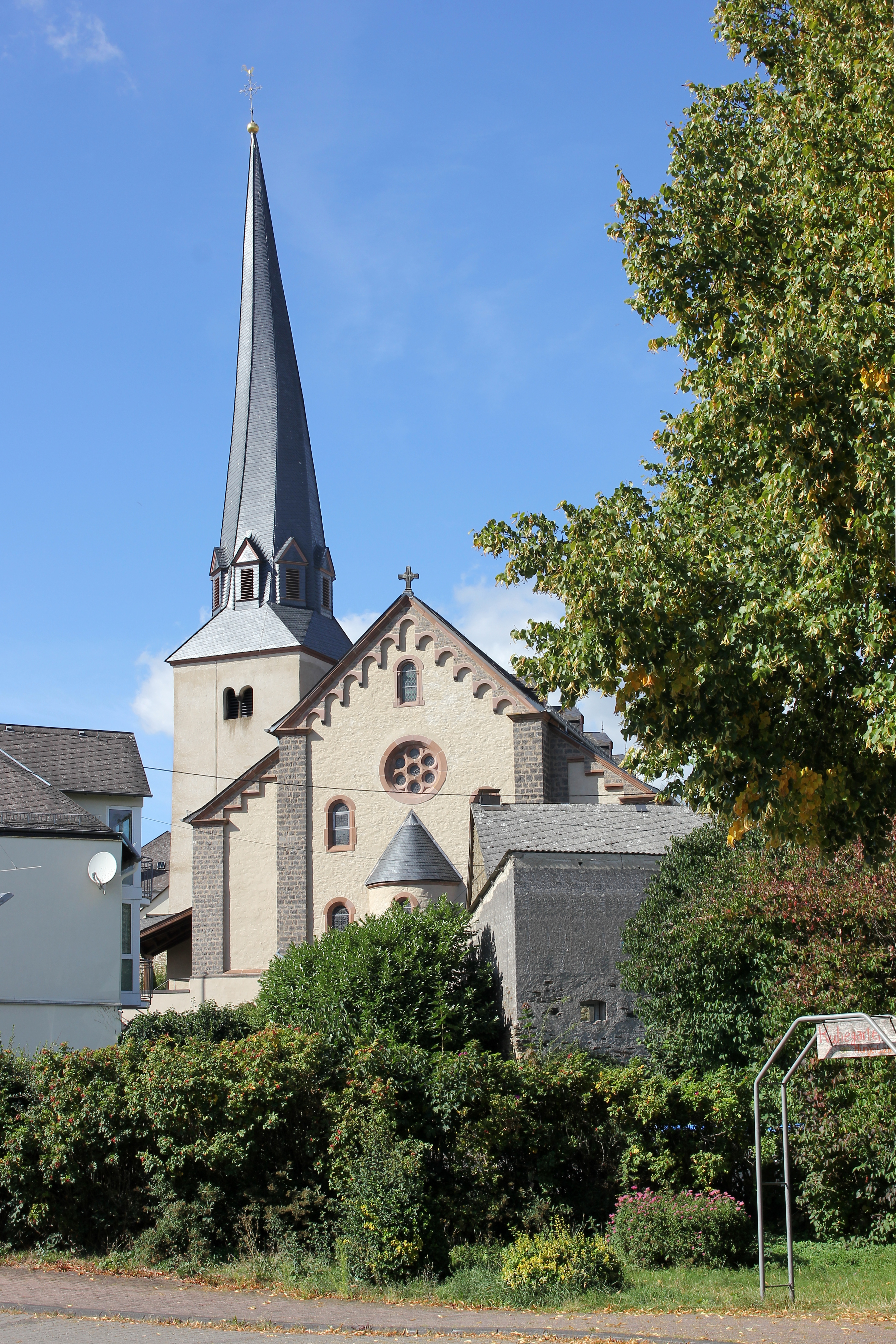
St. Pankratius, Blick von Südosten

## Verkehr

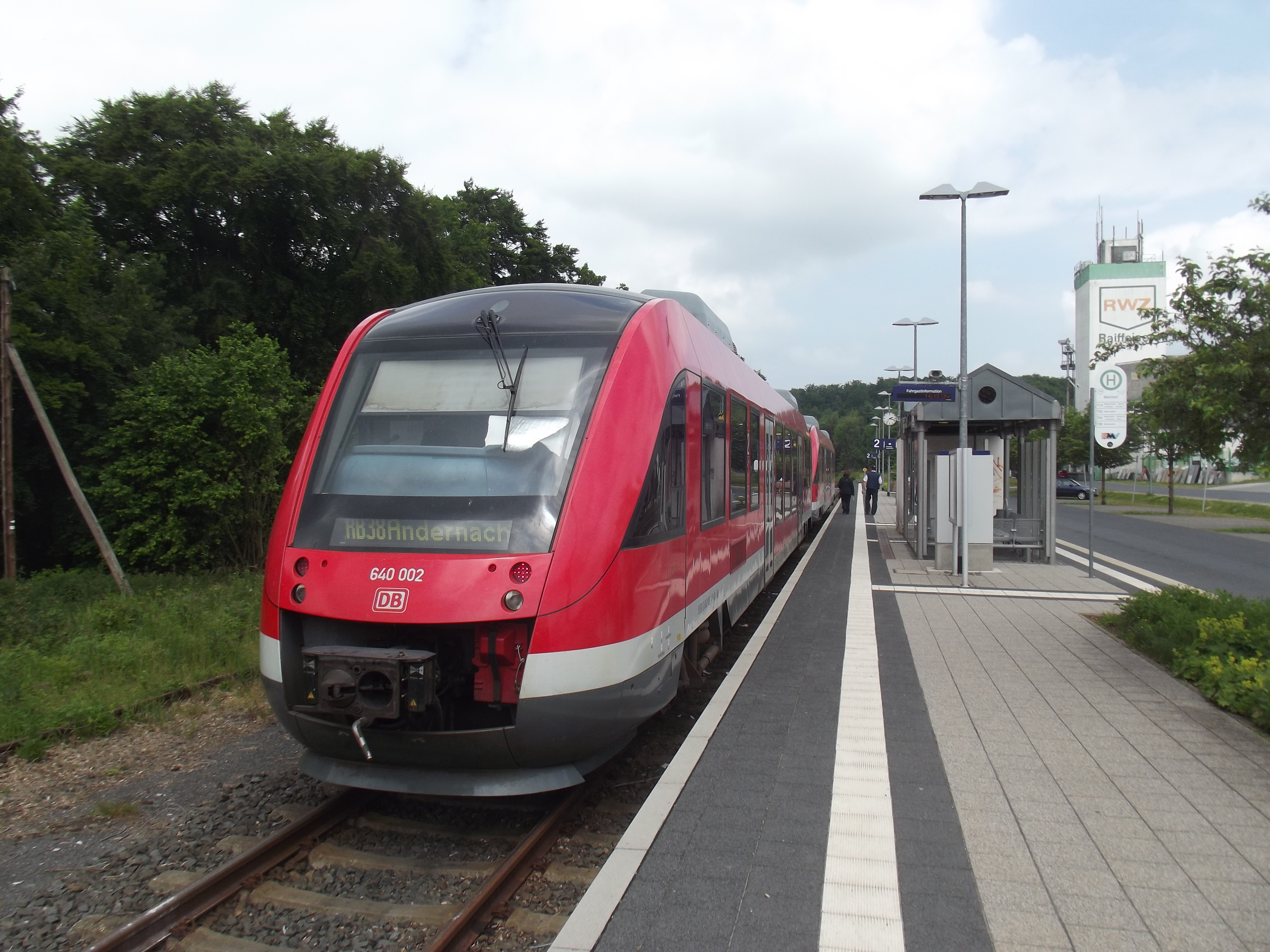
Bahnhaltepunkt Kaisersesch

Kaisersesch besitzt einen Haltepunkt an der Eifelquerbahn. Zwischen Kaisersesch und Andernach verkehren zwei Regionalbahnlinien (RB 23 und RB 38) der DB Regio mit Anschluss in Andernach in Richtung Köln oder Koblenz. Die Linie RB 38 verkehrt über Andernach bis Koblenz Hauptbahnhof.
In den Sommermonaten wurden über mehrere Jahre Schienenbusse und Dampfzüge auf der Eifelquerbahn über Ulmen (Eifel) und Daun nach Gerolstein angeboten. Dort bestand Anschluss an Regionalzüge auf der Eifelstrecke nach Köln und Trier.
Kaisersesch liegt unmittelbar an der Bundesautobahn 48 und wird von der Landesstraße L 98 Mayen–Cochem durchquert.
Der Postkutschenweg verlief über Landkern nach Cochem.

## Persönlichkeiten
- Werner Höfer (1913–1997), Journalist und Fernsehmoderator
- Peter Kremer (1901–1989), Heimatschriftsteller
- Oswald Mathias Ungers (1926–2007), Architekt